# Jadranka Raguz
Jadranka Raguz (19 de noviembre de 1970) es una deportista australiana que compitió en judo. Ganó cuatro medallas en el Campeonato de Oceanía de Judo entre los años 1992 y 2000.

## Palmarés internacional
| Campeonato de Oceanía | Campeonato de Oceanía      | Campeonato de Oceanía | Campeonato de Oceanía |
| Año                   | Lugar                      | Medalla               | Categoría             |
| --------------------- | -------------------------- | --------------------- | --------------------- |
| 1992                  | Wellington (Nueva Zelanda) | Medalla de plata      | –56 kg                |
| 1996                  | Wellington (Nueva Zelanda) | Medalla de plata      | –56 kg                |
| 1998                  | Apia (Samoa)               | Medalla de oro        | –57 kg                |
| 2000                  | Sídney (Australia)         | Medalla de plata      | –57 kg                |